# Майський сільський округ (Акжарський район)
Ма́йський сільський округ (каз. Май ауылдық округі, рос. Майский сельский округ) — адміністративна одиниця у складі Акжарського району Північноказахстанської області Казахстану. Адміністративний центр та єдиний населений пункт — село Майське.
Населення — 411 осіб (2021; 556 у 2009, 1119 у 1999, 1846 у 1989).
Станом на 1989 рік існувала Майська сільська рада (села Жанатурмис, Комінтерн, Майське).

## Склад
До складу округу входять такі населені пункти:
| Населений пункт  | Старі назви | Населення, осіб (1989) | Населення, осіб (1999) | Населення, осіб (2009) | Населення, осіб (2021) |
| ---------------- | ----------- | ---------------------- | ---------------------- | ---------------------- | ---------------------- |
| Жанатурмис, село | -           | 207                    | 135                    | -                      | -                      |
| Комінтерн, село  | -           | 122                    | 117                    | -                      | -                      |
| Майське, село    | -           | 1517                   | 867                    | 556                    | 411                    |